# 不要放棄Baby!～Never give up
「不要放棄Baby!～Never give up」（日语：負けるなBaby! ～Never give up）是SMAP的第4張單曲，於1992年7月8日由Victor Entertainment發行。

## 簡介
- 專輯《SMAP 003》收錄的是「不要放棄Baby!～Never give up（3×3 MIX）」版本，單曲版本只收錄在《Smap Vest》。B面「BEST FRIEND」的單曲版本沒有被收錄在任何專輯，收錄在pamS的是重新錄制的2001 version。
- 初回盤附送「SMAP MINI-MINI PHOTO BOOK」。

## 收錄歌曲
1. 不要放棄Baby!～Never give up
  - 作詞:相田毅 / 作曲:筒美京平 / 編曲:CHOKKAKU
2. BEST FRIEND
  - 作詞:福島優子‧森浩美 / 作曲:筒美京平 / 編曲:土方隆行
  - 曾在NHK大家的歌曲上播放
  - 描寫友情的歌曲，在NHK播放時是給母親的歌，與收錄在CD的歌詞不同。
  - 當成員森且行離隊、稻垣吾郎復歸時，在節目SMAP×SMAP上曾共同演唱過
  - 2013年4月8日播放的「SMAP×SMAP」特別篇上，五人在卡啦OK唱這曲時，中居、草彅感動流淚
3. 不要放棄Baby!～Never give up (Original Karaoke)
4. BEST FRIEND (Original Karaoke)
5. SMAP 個人留言 中居正廣
6. SMAP 個人留言 森且行
7. SMAP 個人留言 稻垣吾郎
8. SMAP 個人留言 草剪剛
9. SMAP 個人留言 香取慎吾
10. SMAP 個人留言 木村拓哉

## 相關連結
- 不要放棄Baby!～Never give up （页面存档备份，存于） （Victor Entertainment）（日語）